# Insomniac (Enrique Iglesias)
Insomniac is het achtste studioalbum en vierde Engelstalige album van Enrique Iglesias. Het album bevat producties van John Shanks, Kristian Lundin, Sean Garrett, Anders Bagge, Mark Taylor, Stargate en Maratone. Ook bevat het de eerste samenwerking met een rapper, Lil' Wayne, en een cover, Tired Of Being Sorry, van de Amerikaanse band Ringside. Het album werd op 11 juni 2007 uitgebracht. Het is het eerste studioalbum sinds 7 uit 2003.

## Tracklist
1. Ring My Bells
2. Push (met Lil' Wayne)
3. Do You Know? (The Ping Pong Song)
4. Somebody's Me
5. On Top Of You
6. Tired Of Being Sorry
7. Miss You
8. Wish I Was Your Lover
9. Little Girl
10. Stay Here Tonight
11. Sweet Isabel
12. Don't You Forget About Me
13. Dímelo (Spaanse versie van Do You Know? (The Ping Pong Song))
14. Alguien Soy Yo (Spaanse versie van Somebody's Me)
15. Amigo Vulnerable (Spaanse versie van Tired Of Being Sorry)